# Alexis Vastine
Alexis Vastine (Pont-Audemer, 17 de novembro de 1986 — Villa Castelli, 9 de março de 2015) foi um pugilista francês que representou seu país nos Jogos Olímpicos de Verão de 2008, realizados em Pequim, na República Popular da China. Competiu na categoria meio-médio-ligeiro onde conseguiu a medalha de bronze após perder a luta semifinal para o dominicano Manuel Félix Díaz, eventual campeão.
Teve uma medalha de ouro nos Jogos do Mediterrâneo de 2005.
Foi uma das vítimas do acidente aéreo entre dois helicópteros no noroeste da Argentina ocorrido em 9 de março de 2015.
O acidente aconteceu durante a gravação de um reality show francês chamado "Dropped". Além do atleta, outros quatro membros da produção do programa e dos dois pilotos das aeronaves morreram.